# Oscar Hijuelos

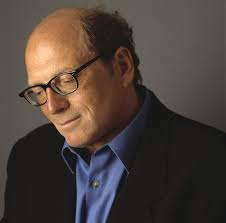
Oscar Hijuelos

Oscar Hijuelos (* 24. August 1951 in New York City; † 12. Oktober 2013 ebenda) war ein US-amerikanischer Schriftsteller, der 1990 für sein Buch The Mambo Kings Play Songs of Love als erster Hispanic den Pulitzer-Preis für Romane erhielt.

## Biografie
Nach dem Schulbesuch studierte der Sohn kubanischer Einwanderer an der City University of New York und schloss das Studium  1975 mit einem Bachelor of Arts (B.A.) und 1976 mit einem Master of Arts (M.A.) ab.
1983 gab er sein Romandebüt mit Our House in the Last World. Für seinen 1989 veröffentlichten Roman The Mambo Kings Play Songs of Love erhielt er den Pulitzer-Preis. Dieses Buch wurde 1992 auch von Regisseur Arne Glimcher unter dem Titel The Mambo Kings mit Armand Assante und Antonio Banderas in den Hauptrollen verfilmt.
Hijuelos, der auch ein Stipendium des National Endowment for the Arts (NEA) erhielt, veröffentlichte später einige weitere Romane wie The Fourteen Sisters of Emilio Montez O'Brien (1993), Mr. Ives' Christmas (1995), Empress of the Splendid Season (1999) sowie A Simple Habana Melody (2002).
Während er zuvor Bücher für Erwachsene verfasste, erschien mit Runaway sein erstes Buch für Jugendliche. Zuletzt erschienen 2010 Beautiful Maria of my Soul und 2011 das autobiografische Werk Thoughts Without Cigarettes.
2011 wurde Hijuelos in die American Academy of Arts and Sciences gewählt.